# Tour Anfibio
Tour Anfibio var en två månader lång turné av den colombianska sångerskan Shakira. Den höll på från mars till maj 2000, runt om i Latinamerika. Hon sjöng sånger från hennes två tidigare album Pies Descalzos och ¿Dónde Están los Ladrones?.

## Låtar
1. Intro/Dónde Estás Corazón
2. Si Te Vas
3. Inevitable
4. Dónde Están Los Ladrones
5. Antología
6. Ojos Así
7. Octavo Día
8. Moscas En La Casa
9. Ciega, Sordomuda
10. Tú
11. Alfonsina y El Mar
12. Pies Descalzos, Sueños Blancos
13. Estoy Aquí
14. Sombra De Tí
15. No Creo